# Lithobates zweifeli
Espèce
Synonymes
- Rana zweifeli Hillis, Frost & Webb, 1984

Statut de conservation UICN

 LC  : Préoccupation mineure
Lithobates zweifeli est une espèce d'amphibiens de la famille des Ranidae.

## Répartition
Cette espèce est endémique du Sud-Ouest du Mexique. Elle se rencontre en Oaxaca, au Guerrero, au Morelos, dans l'État de Mexico, au Michoacán, au Puebla, au Colima et au Jalisco. 

## Étymologie
Cette espèce est nommée en l'honneur de Richard George Zweifel.

## Publication originale
- Hillis, Frost & Webb, 1984 : A new species of frog of the Rana tarahumarae group from southwestern Mexico. Copeia, vol. 1984, no 2, p. 398-403 (texte intégral).